# 高岱齡
高岱齡，大兴人，清朝政治人物。
乾隆五十九年署，擔任廣東廣州府永安縣知縣（現紫金縣知縣）。后由高應龍接任。